# كامب هيل
كامب هيل (بالإنجليزية: Camp Hill)‏ هي مدينة أمريكية تقع في ولاية ألاباما.تبلغ مساحة هذه المدينة 23.5 (كم²)،ويبلغ عدد سكانها 1273 نسمة حسب إحصاء سنة 2010 م.تشير الإحصاءات بأن الكثافة السكانية في هذه المدينة تقدر بـ(54.2) نسمة/كم2.

## التركيبة السكانية
حدّد مكتب تعداد الولايات المتحدة بيانات التركيبة السكانية لكامب هيل في تعداد الولايات المتحدة. في ما يلي، التركيبة السكانية حسب تعدادي 2000 و2010.

### تعداد عام 2000
بلغ عدد سكان كامب هيل 1,273 نسمة بحسب تعداد عام 2000، وبلغ عدد الأسر 519 أسرة وعدد العائلات 338 عائلة مقيمة في البلدة. في حين سجلت الكثافة السكانية 54.1 نسمة لكل كيلومتر مربع (140.1/ميل2). وبلغ عدد الوحدات السكنية 614 وحدة بمتوسط كثافة قدره 26.1 لكل كيلومتر مربع (67.6/ميل2).
وتوزع التركيب العرقي للبلدة بنسبة 14.38% من البيض و84.92% من الأمريكيين الأفارقة و0.31% من الأعراق الأخرى و0.39% من عرقين مختلطين أو أكثر و1.02% من الهسبانيون أو اللاتينيون من أي عرق.
بلغ عدد الأسر 519 أسرة كانت نسبة 38.5% منها لديها أطفال تحت سن الثامنة عشر تعيش معهم، وبلغت نسبة الأزواج القاطنين مع بعضهم البعض 29.5% من أصل المجموع الكلي للأسر، ونسبة 30.1% من الأسر كان لديها معيلات من الإناث دون وجود شريك، بينما كانت نسبة 5.6% من الأسر لديها معيلون من الذكور دون وجود شريكة وكانت نسبة 34.9% من غير العائلات. تألفت نسبة 33.3% من أصل جميع الأسر من عدة أفراد يعيشون في نفس المنزل ونسبة 12.7% كانت تتألف من شخص يعيش بمفرده يبلغ من العمر 65 عاماً أو أكثر. وبلغ متوسط حجم الأسرة المعيشية 2.45، أما متوسط حجم العائلات فبلغ 3.09.
بلغ العمر الوسطي للسكان 35.6 عاماً. وكانت نسبة 29.4% من القاطنين تحت سن الثامنة عشر، وكانت نسبة 8.9% بين الثامنة عشر والرابعة والعشرين عاماً، ونسبة 27% كانت واقعةً في الفئة العمرية ما بين الخامسة والعشرين والرابعة والأربعين عاماً، ونسبة 22.2% كانت ما بين الخامسة والأربعين والرابعة والستين، ونسبة 12.6% كانت ضمن فئة الخامسة والستين عاماً فما فوق. يوجد لكل 100 أنثى 82.4 ذكر، ويوجد لكل 100 أنثى في الثامنة عشر من عمرها فما فوق 77.3 ذكر.
بلغ متوسط دخل الأسرة في البلدة 20,655 دولارًا، أما متوسط دخل العائلة فبلغ 26,719 دولارًا. وكان متوسط دخل الذكور 22,833 دولارًا مقابل 20,038 دولارًا للإناث. وسجل دخل الفرد الخاص بالبلدة 11,794 دولارًا. وكانت نسبة 21% من العائلات ونسبة 24.4% من السكان تحت خط الفقر، وكان من هؤلاء نسبة 35.1% تحت سن الثامنة عشر ونسبة 31.5% في الخامسة والستين من العمر وما فوق.

### تعداد عام 2010
بلغ عدد سكان كامب هيل 1,014 نسمة بحسب تعداد عام 2010، وبلغ عدد الأسر 450 أسرة وعدد العائلات 269 عائلة مقيمة في البلدة. في حين سجلت الكثافة السكانية 43.1 نسمة لكل كيلومتر مربع (111.6/ميل2). وبلغ عدد الوحدات السكنية 581 وحدة بمتوسط كثافة قدره 24.7 لكل كيلومتر مربع (64.0/ميل2).
وتوزع التركيب العرقي للبلدة بنسبة 10.16% من البيض و88.36% من الأمريكيين الأفارقة و0.10% من الأمريكيين الأصليين و0.10% من الأمريكيين ذوي الأصول الآسيوية و0.49% من الأعراق الأخرى و0.79% من عرقين مختلطين أو أكثر و0.69% من الهسبانيون أو اللاتينيون من أي عرق.
بلغ عدد الأسر 450 أسرة كانت نسبة 30.2% منها لديها أطفال تحت سن الثامنة عشر تعيش معهم، وبلغت نسبة الأزواج القاطنين مع بعضهم البعض 26.9% من أصل المجموع الكلي للأسر، ونسبة 28.7% من الأسر كان لديها معيلات من الإناث دون وجود شريك، بينما كانت نسبة 4.2% من الأسر لديها معيلون من الذكور دون وجود شريكة وكانت نسبة 40.2% من غير العائلات. تألفت نسبة 36.9% من أصل جميع الأسر من عدة أفراد يعيشون في نفس المنزل ونسبة 12% كانت تتألف من شخص يعيش بمفرده يبلغ من العمر 65 عاماً أو أكثر. وبلغ متوسط حجم الأسرة المعيشية 2.25، أما متوسط حجم العائلات فبلغ 2.96.
بلغ العمر الوسطي للسكان 41.8 عاماً. وكانت نسبة 22.1% من القاطنين تحت سن الثامنة عشر، وكانت نسبة 10.1% بين الثامنة عشر والرابعة والعشرين عاماً، ونسبة 20.7% كانت واقعةً في الفئة العمرية ما بين الخامسة والعشرين والرابعة والأربعين عاماً، ونسبة 32.6% كانت ما بين الخامسة والأربعين والرابعة والستين، ونسبة 14.5% كانت ضمن فئة الخامسة والستين عاماً فما فوق. وتوزع التركيب الجنسي للسكان بنسبة 43.8% ذكور و56.2% إناث.

## المناخ
يظهر الجدول التالي التغييرات المناخية على مدار السنة لكامب هيل:
| البيانات المناخية لـكامب هيل      | البيانات المناخية لـكامب هيل | البيانات المناخية لـكامب هيل | البيانات المناخية لـكامب هيل | البيانات المناخية لـكامب هيل | البيانات المناخية لـكامب هيل | البيانات المناخية لـكامب هيل | البيانات المناخية لـكامب هيل | البيانات المناخية لـكامب هيل | البيانات المناخية لـكامب هيل | البيانات المناخية لـكامب هيل | البيانات المناخية لـكامب هيل | البيانات المناخية لـكامب هيل | البيانات المناخية لـكامب هيل |
| الشهر                             | يناير                        | فبراير                       | مارس                         | أبريل                        | مايو                         | يونيو                        | يوليو                        | أغسطس                        | سبتمبر                       | أكتوبر                       | نوفمبر                       | ديسمبر                       | المعدل السنوي                |
| --------------------------------- | ---------------------------- | ---------------------------- | ---------------------------- | ---------------------------- | ---------------------------- | ---------------------------- | ---------------------------- | ---------------------------- | ---------------------------- | ---------------------------- | ---------------------------- | ---------------------------- | ---------------------------- |
| متوسط درجة الحرارة الكبرى °م (°ف) | 14 (57)                      | 16 (60)                      | 19 (67)                      | 24 (76)                      | 28 (83)                      | 32 (89)                      | 33 (91)                      | 32 (90)                      | 31 (87)                      | 25 (77)                      | 19 (67)                      | 14 (58)                      | 24 (75)                      |
| متوسط درجة الحرارة الصغرى °م (°ف) | 1 (34)                       | 2 (35)                       | 6 (42)                       | 9 (49)                       | 14 (57)                      | 18 (65)                      | 19 (67)                      | 19 (67)                      | 17 (62)                      | 10 (50)                      | 4 (40)                       | 2 (35)                       | 10 (50)                      |
| الهطول مم (إنش)                   | 130 (5.1)                    | 130 (5.1)                    | 150 (6.1)                    | 120 (4.7)                    | 94 (3.7)                     | 99 (3.9)                     | 130 (5.3)                    | 110 (4.3)                    | 91 (3.6)                     | 69 (2.7)                     | 84 (3.3)                     | 130 (5.2)                    | 1٬340 (52.9)                 |
| المصدر: Weatherbase               |                              |                              |                              |                              |                              |                              |                              |                              |                              |                              |                              |                              |                              |